# Мырза, Юрий Дмитриевич
Юрий Дмитриевич Мырза (9 июля 1974, Бендеры, Молдавская ССР, СССР) — молдавский и российский футболист.

## Клубная карьера
Воспитанник кишинёвского футбола. Профессиональную карьеру начинал в клубе «Амоком», далее играл в «Синтезе». С 1999 по 2001 год играл за «Конструкторул». Далее выступал за «Нистру» из города Отачь. В 2003 году играл за российский «Лукойл». С 2004 по 2006 год играл за кишинёвскую «Политехнику». В апреле 2007 года был заявлен вологодским «Динамо». В 2008 году перешёл в «Сибиряк». В 2009 году выступал за «Таганрог». Профессиональную карьеру завершил в «Гагаузии».